# 舒塔尔那一世
舒塔尔那一世（约公元前15世纪前后在位）（英語：Shuttarna I）米坦尼国王。约活动于公元前15世纪前后的早期米坦尼君主之一，基尔塔之子与继承人。他的名字已经为考古学家所发现，但其事迹阙如，死后由帕拉塔尔那承袭其位。